# Gmina Sydlangeland
Gmina Sydlangeland (duń. Sydlangeland Kommune) była w latach 1970-2006 (włącznie) jedną z gmin w Danii w okręgu Fionii (Fyns Amt). 
Siedzibą władz gminy było miasto Humble na wyspie Langeland. 
Gmina Sydlangeland została utworzona 1 kwietnia 1970 na mocy reformy podziału administracyjnego Danii. Po kolejnej reformie w 2007 r. weszła w skład nowej gminy Langeland.

## Dane liczbowe
- Liczba ludności: (♀ 2066 + ♂ 2014) = 4080
  - wiek 0-6: 5,8%
  - wiek 7-16: 11,0%
  - wiek 17-66: 61,1%
  - wiek 67+: 22,1%
- zagęszczenie ludności: 34,0 osób/km² (2004)
- bezrobocie: 7,8% osób w wieku 17-66 lat
- cudzoziemcy z UE, Skandynawii i USA: 194 na 10 000 osób
- cudzoziemcy z krajów Trzeciego Świata: 64 na 10 000 osób
- liczba szkół podstawowych: 2 (liczba klas: 21)